# فرودگاه شهری کوینسی (فلوریدا)
 فرودگاه شهری کوینسی (فلوریدا) (به انگلیسی: Quincy Municipal Airport (Florida)) یک فرودگاه همگانی بهره‌برداری هوایی است که یک باند فرود آسفالت دارد و طول باند آن ۹۰۳ متر است. این فرودگاه در کشور ایالات متحده آمریکا قرار دارد و در ارتفاع ۶۷ متری از سطح دریا واقع شده است.